# Pellofa

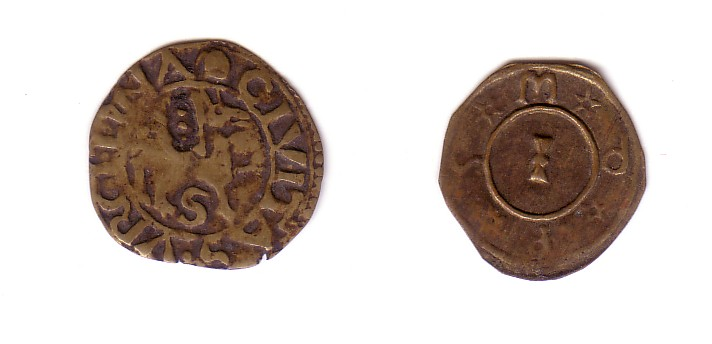
Pellofas de Seu d'Urgell (izquierda) y Peramola

Una pellofa o plom es una pieza monetiforme hecha con finas planchas de latón y con simbología e inscripciones de carácter religioso que circulaba, con valor monetario, en el interior de algunas comunidades religiosas catalanas, entre los siglos XIV y XVI, aunque su uso se dilató en el tiempo en lugares recónditos hasta el siglo XIX.
Los eclesiásticos las solían percibir a cambio de su asistencia a determinados actos litúrgicos. Su utilidad era múltiple. Constituían un mecanismo de control, así como incentivo a la participación. También se trataba de un sistema de pago, puesto que al final de un determinado periodo las piezas recibidas eran intercambiadas por numerario de curso general.
A veces, se denominaron pellofas las monedas emitidas por los municipios.

## Historia
Las pellofas, documentadas a partir del siglo XIV, proliferaron sobre todo entre el XVI y el XVIII. Luego se inició una lenta decadencia, si bien su extinción definitiva hay que datarla ya entrado el siglo XX. En cuanto al ámbito geográfico de emisión, las pellofas fueron muy usuales en toda Cataluña, hasta el punto que se  han identificado casi novecientos modelos provenientes de todas las catedrales catalanas (Perpiñán, Elna, Gerona, Vich, La Seo de Urgel, Barcelona, Solsona, Lérida, Tarragona y Tortosa), así como de numerosas otras comunidades. También se  conocen de las sedes de Valencia y Mallorca. Esta paramoneda, exclusivamente de uso interno, traspasó en algunos casos el ámbito comunitario y se usó como moneda local, sobre todo cuando  había una carencia de moneda menuda, práctica que fue perseguida y castigada por las mismas comunidades.

## Fabricación
La ejecución de las pellofas se hacía mayoritariamente mediante la acuñación a martillo, a partir de una matriz de hierro, sobre unas finas láminas de metal, generalmente de latón. Del golpe seco del cuño sobre la lámina metálica  resultaban estas piezas marcadas por una sola cara. Una vez acabadas se  recortaba el contorno. La emisión y el uso de estos objetos, hasta fechas relativamente recientes, ha propiciado que se conserven todavía algunos cuños. En algunos lugares las pellofas se conocen con el nombre de plom o plomos -sobre todo en Mallorca- atendiendo al material del que estás hechas.
Todo parece indicar que, en origen el primer sistema empleado por todas partes fue la fundición; el cuño a martillo fue posterior y, a pesar del cambio de técnica y material,  perduró el nombre original.  El diseño de las pellofas es diverso. La mayoría eran circulares, pero también  encontramos ovaladas, en forma de escudo, cuadradas, etc., y los motivos que se  representan son preferentemente el emblema del centro religioso, la imagen o las iniciales del santo titular, y a menudo, como ya se ha dicho, se  añadía el valor de la pieza, y, en algunos casos, el año de emisión.